# Hartenrod
Hartenrod (mundartlich Hädderää) ist ein Großdorf im Südwesten des Hessischen Hinterlandes und als solches ein Ortsteil der Gemeinde Bad Endbach im mittelhessischen Landkreis Marburg-Biedenkopf. Er trägt seit dem 20. März 2020 die amtliche Zusatzbezeichnung Marktflecken.

## Geschichte

### Ortsgeschichte
Hartenrod entstand vermutlich, wie die anderen Rode-Orte (u. a. Günterod, Eisemroth), während des „Mittelalteroptimums“ (Mittelalterliche Warmzeit), als in der Zeit nach 900 n. Chr. bis etwa Ende des 13. Jh. eine Warmperiode zu verzeichnen war. In diesem Zeitraum wuchs die Bevölkerung rasch; sie musste ernährt werden. Neue Acker- und Siedlungsflächen wurden dringend benötigt. Waldflächen in bisher unwirtlichen Mittelgebirgsregionen wurden dafür gerodet. Auf diesen Rodungsflächen entstanden neue Siedlungen.
Hartenrod wurde als Harprebtzrode im Jahre 1311 erstmals in einer erhaltenen Urkunde Pfalzgraf Rudolfs I. für Graf Heinrich von Nassau urkundlich erwähnt und war Vorort im sogenannten „Obergericht“, einem Verwaltungsbezirk des Amtes Blankenstein, der deckungsgleich mit dem Kirchspiel Hartenrod war, das ab Mitte des 14. Jh. nachweisbar ist.
Die Statistisch-topographisch-historische Beschreibung des Großherzogthums Hessen berichtet 1830 über Hartenrod:

„Hartenrod (L. Bez. Gladenbach) evangel. Pfarrdorf; liegt 2 St von Gladenbach in einer rauhen Gegend hat 90 Häuser und 569 Einwohner, die außer 1 Katholiken evangelisch sind. Man findet 1 Kirche, 3 Mahlmühlen und 3 Tabaksfabriken, die in lebhaften Betrieb sind. Die Einwohner beschäftigen sich sehr stark mit der Strumpfstrickerei und beziehen davon einen nicht unbedeutenden Gewinn. In der Gemarkung befindet sich eine verlassene Kupfergrube, welche auch Silberfahlerze lieferte. Seit einigen Jahren wird ein vorzüglich guter, zur Porzellan Fabrikation gebraucht werdender Gypsspath in großer Menge und mit geringen Kosten gewonnen. Die Vortheile fließen ausschließend einem ausländischen Unternehmer zu, der alle Arbeiten durch Ausländer besorgen läßt. Der Ort kommt früher unter dem Namen Hirprachterode vor. – Die älteste bekannte Nachricht vom Bergbau in hiesiger Gegend, ist vom Jahr 1674. Die Tracht beim weiblichen Geschlechte ist eigenthümlich, und hat sich von den ältesten Zeiten her erhalten.“

Der Ort erhielt am 1. September 1684 Marktrecht für drei, später vier Jahrmärkte und entwickelte sich dadurch zu einem wichtigen Markt- und Handelsort für das obere Salzbödetal.

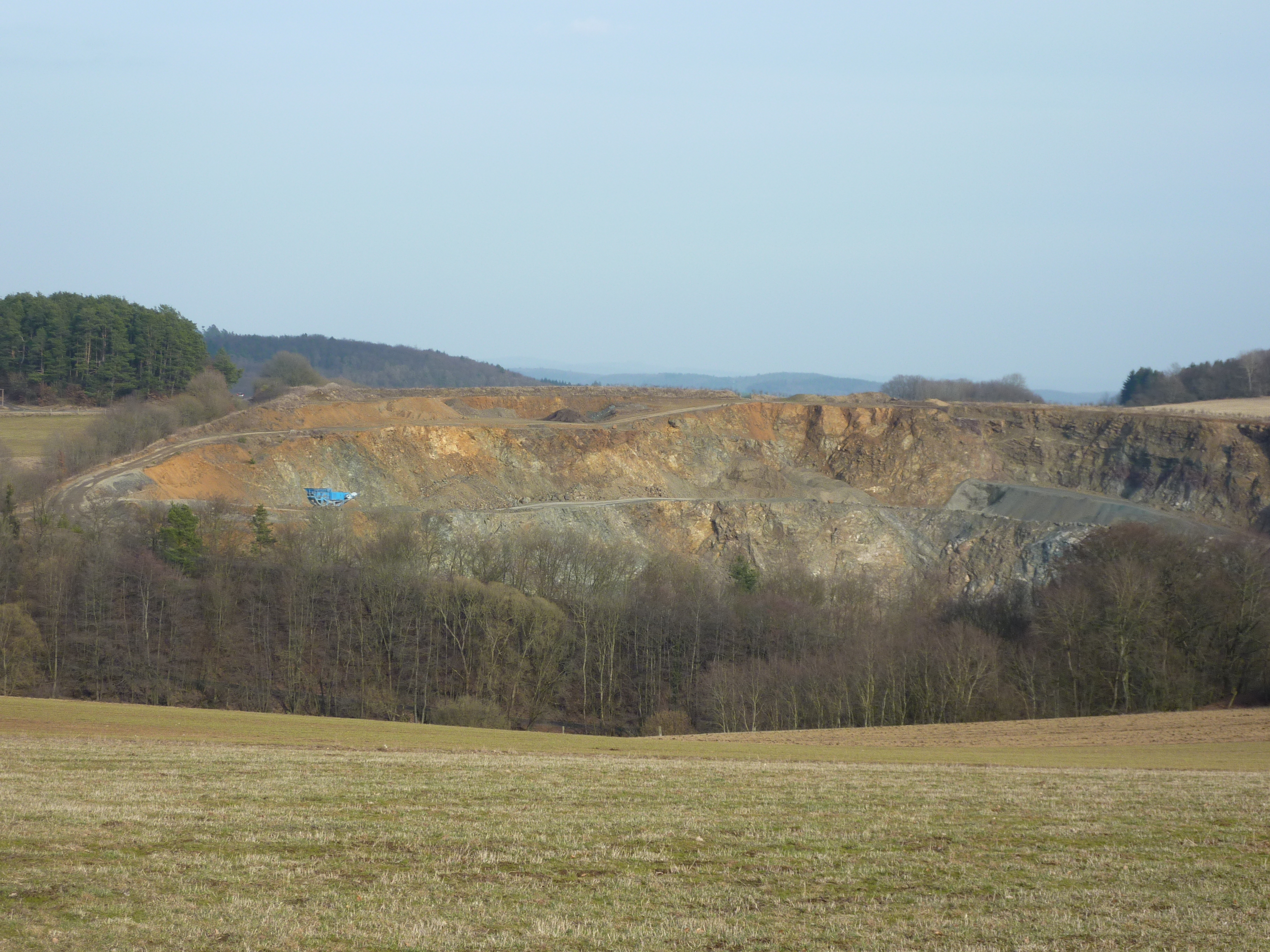
Diabas-Steinbruch „Hahnkopf“ zwischen Hartenrod und Wommelshausen

Hessische Gebietsreform (1970–1977)
Zum 31. Dezember 1971 wurde die bis dahin Selbständige Gemeinde Schlierbach auf freiwilliger Basis nach Hartenrod eingemeindet.
Zum 1. Juli 1974 wurden kraft Landesgesetz die bis dahin selbständigen Gemeinden Bad Endbach, Bottenhorn, Dernbach, Hartenrod und Hülshof zur erweiterten Großgemeinde mit dem Namen Bad Endbach zusammengeschlossen. Für alle ehemals eigenständigen Gemeinden von Bad Endbach wurden Ortsbezirke gebildet.

### Bergbau und Bronzegießerei
Der Bergbau hat in Hartenrod eine lange Tradition. Bereits im 17. Jahrhundert wurde auf Kupfer und Bleierze geschürft. Ab 1783 förderte man aus der Jakobsgrube Kupfererz und von 1800 bis 1846 aus den Gruben Hirschhohl und Holde Eintracht Kupfer- und Zinkerz. In dieser Zeit bestand auch eine Bronzegießerei in Hartenrod.
Den wirtschaftlichen Aufschwung erreichte Hartenrod durch den Anschluss an die Eisenbahn und durch den Schwerspatabbau (vgl. Kapitel Bergbau und Kapitel Eisenbahn unter Bad Endbach und Lahn-Dill-Gebiet).
Heute wird noch ein Diabas-Steinbruch betrieben.

### Kirchspiel

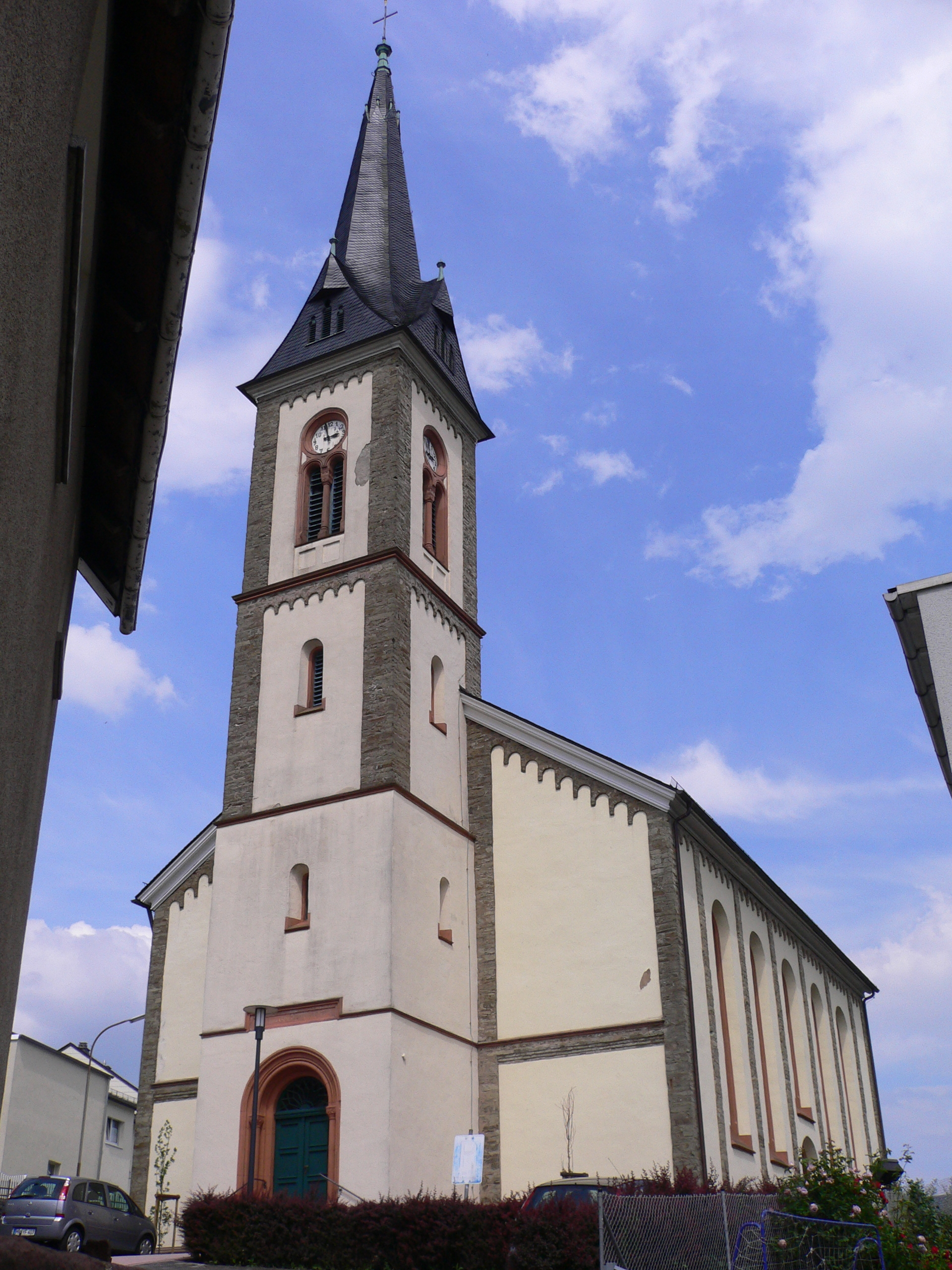
Evangelische Kirche Hartenrod

Im Mittelalter, vermutlich nach dem Ende der Dernbacher Fehde 1333/36 und der endgültigen Grenzfestlegung zwischen Hessen und der Grafschaft Nassau-Dillenburg, teilte sich das Amt Blankenstein und mit ihm das große Kirchspiel Gladenbach mit der Martinskirche (Martinskirche Gladenbach) in zwei Kirchspiele auf, und zwar eins für das Untergericht (Gladenbach) und eins für das Obergericht (Hartenrod). Hartenrod bekam eine eigene Pfarrei und wurde Vorort für das Kirchspiel im Obergericht. Der erste Pfarrer, der 1367 in Hartenrod genannt wird, war Peter von Buchenau.
Neben Gladenbach erhielt Hartenrod dadurch über Jahrhunderte hinweg eine zentrale, regionale Bedeutung und war damals die wichtigste Siedlung im Obergericht. Zum Kirchspiel (Pfarrei) gehörten nach der Reformation 1526: Bottenhorn, Dernbach, Hülshof, Wommelshausen mit dem Ortsteil Hütte, Endbach, Schlierbach und Hartenrod. Die bis zur Reformation selbständige und von Hartenrod getrennte Pfarrei Günterod wurde 1526 mit Hartenrod pfarramtlich verbunden.
Im Jahre 1455 wurde in Hartenrod eine neue Kirche für das Obergericht gebaut. Warum und was mit dem Vorgängerbauwerk geschah, ist unbekannt. Sie war dem Heiligen Christophorus geweiht, bis sie 1526 reformiert wurde. Für die wachsende Pfarrgemeinde war sie zu klein geworden. Aus diesem Grund und wegen Baufälligkeit wurde diese bedeutende Kirche 1845 abgerissen.
Das in der Gemeinde Dernbach ansässige Adelsgeschlecht „von und zu Dernbach“ gehörte nach 1526 auch diesem Kirchspiel. Sie hatten hier eigene Kirchenstühle. Zuvor waren die von Dernbach nach Obereisenhausen eingepfarrt.
1858 wurde die neue evangelische Kirche in Hartenrod eingeweiht. Sie ist eine weiträumige Saalkirche mit einem hohen Westturm.
Kirchspielschule
Johann Strauß wird 1623 als studierter Schulmeister (Pfarramtsanwärter) der Kirchspielschule Hartenrod genannt. Er kam aus Ziegenhain und war zuständig für alle Filialorte. Jeder, der zu dieser Zeit Pfarrer werden wollte, musste sich zuvor im Schuldienst bewährt haben. Der Unterricht wurde reihum in verschiedenen Häusern gehalten.
Konfirmandenunterricht
Der Konfirmandenunterricht wurde bis 1968 für Hartenrod, Schlierbach und Wommelshausen mit dem Ortsteil Hütte zentral in Hartenrod gehalten. Die Konfirmanden der Filialorte mussten daher lange Wege (ca. 2,5 bis knapp 5 km) zurückzulegen, was besonders im Winter beschwerlich war.
Neue Pfarrbezirke
Bottenhorn wurde 1848 ein selbständiger Pfarrbezirk, u. a. auch des weiten Kirchweges (ca. 4,7 km) wegen, gehörte aber weiterhin zum Kirchspiel Hartenrod. Hülshof und Dernbach kamen erst 1934 pfarramtlich zu Bottenhorn. Im Jahre 1929 wurde auch Günterod wieder selbständig und zusammen mit Endbach zu einer Pfarrei erhoben. Danach gehörten zur Pfarrei Hartenrod bis 1968 nur noch die Orte Wommelshausen mit Hütte, Schlierbach und Hartenrod. Seit 1968 bilden Günterod und Bischoffen einen neuen Pfarrbezirk. Die Kirchengemeinden Wommelshausen und Endbach wurden 1969 ebenfalls zu einem eigenen Pfarrbezirk zusammengeschlossen. Seitdem umfasst das alte Kirchspiel Hartenrod nur noch die Orte Hartenrod und Schlierbach.

### Verwaltungsgeschichte im Überblick
Die folgende Liste zeigt die Staaten und Verwaltungseinheiten, denen Hartenrodangehört(e):
- ab 1336:Heiliges Römisches Reich, Landgrafschaft Hessen, nach Ende der Dernbacher Fehde und Friedensschluss mit Nassau
- um 1360: Heiliges Römisches Reich, Landgrafschaft Hessen, Gericht Hartenrod
- ab 1567: Heiliges Römisches Reich, Landgrafschaft Hessen-Marburg, Amt Blankenstein, Gericht Gladenbach[16]
- 1604–1648: strittig zwischen Hessen-Kassel und Hessen-Darmstadt (Hessenkrieg)
- ab 1604: Heiliges Römisches Reich, Landgrafschaft Hessen-Kassel, Amt Blankenstein
- ab 1627: Heiliges Römisches Reich, Landgrafschaft Hessen-Darmstadt, Oberfürstentum Hessen, Amt Blankenstein, Obergericht Gladenbach[17]
- ab 1806: Großherzogtum Hessen,[Anm. 2] Fürstentum Oberhessen, Amt Blankenstein, Land- und Rügengericht[18]
- ab 1815: Großherzogtum Hessen, Provinz Oberhessen, Amt Blankenstein
- ab 1821: Großherzogtum Hessen, Provinz Oberhessen, Landratsbezirk Gladenbach
- ab 1832: Großherzogtum Hessen, Provinz Oberhessen, Kreis Biedenkopf
- ab 1848: Großherzogtum Hessen, Regierungsbezirk Biedenkopf
- ab 1852: Großherzogtum Hessen, Provinz Oberhessen, Kreis Biedenkopf
- ab 1867: Königreich Preußen,[Anm. 3] Provinz Hessen-Nassau,  Regierungsbezirk Wiesbaden, Kreis Biedenkopf (übergangsweise Hinterlandkreis)[17]
- ab 1871: Deutsches Reich, Königreich Preußen, Provinz Hessen-Nassau, Regierungsbezirk Wiesbaden, Kreis Biedenkopf
- ab 1918: Deutsches Reich (Weimarer Republik), Freistaat Preußen, Provinz Hessen-Nassau, Regierungsbezirk Wiesbaden, Kreis Biedenkopf
- ab 1932: Deutsches Reich, Freistaat Preußen, Provinz Hessen-Nassau, Regierungsbezirk Wiesbaden, Kreis Dillenburg
- ab 1933: Deutsches Reich, Freistaat Preußen, Provinz Hessen-Nassau, Regierungsbezirk Wiesbaden, Kreis Biedenkopf
- ab 1944: Deutsches Reich, Freistaat Preußen, Provinz Nassau, Landkreis Biedenkopf
- ab 1945: Amerikanische Besatzungszone,[Anm. 4] Groß-Hessen, Regierungsbezirk Wiesbaden, Landkreis Biedenkopf
- ab 1946: Amerikanische Besatzungszone, Land Hessen, Regierungsbezirk Wiesbaden, Landkreis Biedenkopf
- ab 1949: Bundesrepublik Deutschland, Land Hessen, Regierungsbezirk Wiesbaden, Landkreis Biedenkopf
- ab 1968: Bundesrepublik Deutschland, Land Hessen, Regierungsbezirk Darmstadt, Landkreis Biedenkopf
- ab 1974: Bundesrepublik Deutschland, Land Hessen, Regierungsbezirk Kassel, Gemeinde Bad Endbach[Anm. 5]
- ab 1981: Bundesrepublik Deutschland, Land Hessen, Regierungsbezirk Gießen, Landkreis Marburg-Biedenkopf, Gemeinde Bad Endbach

## Bevölkerung

### Einwohnerentwicklung
Quelle: Historisches Ortslexikon
| • 1502: | 018 Männer                                                               |
| • 1577: | 032 Hausgesesse                                                          |
| • 1630: | 026 Untertanen; 7 zweispännige, 5 einspännige Ackerleute, 14 Einläuftige |
| • 1742: | 092 Haushalte                                                            |
| • 1791: | 429 Einwohner                                                            |
| • 1800: | 441 Einwohner                                                            |
| • 1806: | 494 Einwohner, 79 Häuser                                                 |
| • 1829: | 569 Einwohner, 90 Häuser                                                 |

| Hartenrod: Einwohnerzahlen von 1791 bis 2011 | Hartenrod: Einwohnerzahlen von 1791 bis 2011 | Hartenrod: Einwohnerzahlen von 1791 bis 2011 | Hartenrod: Einwohnerzahlen von 1791 bis 2011 | Hartenrod: Einwohnerzahlen von 1791 bis 2011 |
| --- | -------------------------------------------- | -------------------------------------------- | -------------------------------------------- | -------------------------------------------- |
| Jahr |                                              |                                              |                                              | Einwohner                                    |
| 1791 | 1791                                         |                                              | 429                                          | 429                                          |
| 1800 | 1800                                         |                                              | 441                                          | 441                                          |
| 1806 | 1806                                         |                                              | 569                                          | 569                                          |
| 1829 | 1829                                         |                                              | 569                                          | 569                                          |
| 1834 | 1834                                         |                                              | 618                                          | 618                                          |
| 1840 | 1840                                         |                                              | 651                                          | 651                                          |
| 1846 | 1846                                         |                                              | 674                                          | 674                                          |
| 1852 | 1852                                         |                                              | 616                                          | 616                                          |
| 1858 | 1858                                         |                                              | 620                                          | 620                                          |
| 1864 | 1864                                         |                                              | 547                                          | 547                                          |
| 1871 | 1871                                         |                                              | 562                                          | 562                                          |
| 1875 | 1875                                         |                                              | 651                                          | 651                                          |
| 1885 | 1885                                         |                                              | 643                                          | 643                                          |
| 1895 | 1895                                         |                                              | 763                                          | 763                                          |
| 1905 | 1905                                         |                                              | 897                                          | 897                                          |
| 1910 | 1910                                         |                                              | 982                                          | 982                                          |
| 1925 | 1925                                         |                                              | 1.235                                        | 1.235                                        |
| 1939 | 1939                                         |                                              | 1.341                                        | 1.341                                        |
| 1946 | 1946                                         |                                              | 1.808                                        | 1.808                                        |
| 1950 | 1950                                         |                                              | 1.856                                        | 1.856                                        |
| 1956 | 1956                                         |                                              | 1.808                                        | 1.808                                        |
| 1961 | 1961                                         |                                              | 2.006                                        | 2.006                                        |
| 1967 | 1967                                         |                                              | 2.257                                        | 2.257                                        |
| 1980 | 1980                                         |                                              | ?                                            | ?                                            |
| 1990 | 1990                                         |                                              | ?                                            | ?                                            |
| 2000 | 2000                                         |                                              | ?                                            | ?                                            |
| 2011 | 2011                                         |                                              | 2.280                                        | 2.280                                        |
| Datenquelle: Historisches Gemeindeverzeichnis für Hessen: Die Bevölkerung der Gemeinden 1834 bis 1967. Wiesbaden: Hessisches Statistisches Landesamt, 1968. Weitere Quellen: ; Zensus 2011 |                                              |                                              |                                              |                                              |

### Einwohnerstruktur 2011
Nach den Erhebungen des Zensus 2011 lebten am Stichtag dem 9. Mai 2011 in Hartenrod 2280 Einwohner. Darunter waren 84 (3,7 %) Ausländer.
Nach dem Lebensalter waren 405 Einwohner unter 18 Jahren, 961 zwischen 18 und 49, 423 zwischen 50 und 64 und 474 Einwohner waren älter.
Die Einwohner lebten in 969 Haushalten. Davon waren 167 Singlehaushalte, 231 Paare ohne Kinder und 327 Paare mit Kindern, sowie 111 Alleinerziehende und 30 Wohngemeinschaften. In 192 Haushalten lebten ausschließlich Senioren und in 426 Haushaltungen lebten keine Senioren.

### Historische Religionszugehörigkeit
| Quelle: Historisches Ortslexikon |                                                                              |
| • 1829:                          | 0568 evangelische, ein römisch-katholischer Einwohner                        |
| • 1885:                          | 0639 evangelische, 4 katholische Einwohner                                   |
| • 1961:                          | 1759 evangelische (= 87,69 %), 215 römisch-katholische (= 10,72 %) Einwohner |

### Historische Erwerbstätigkeit

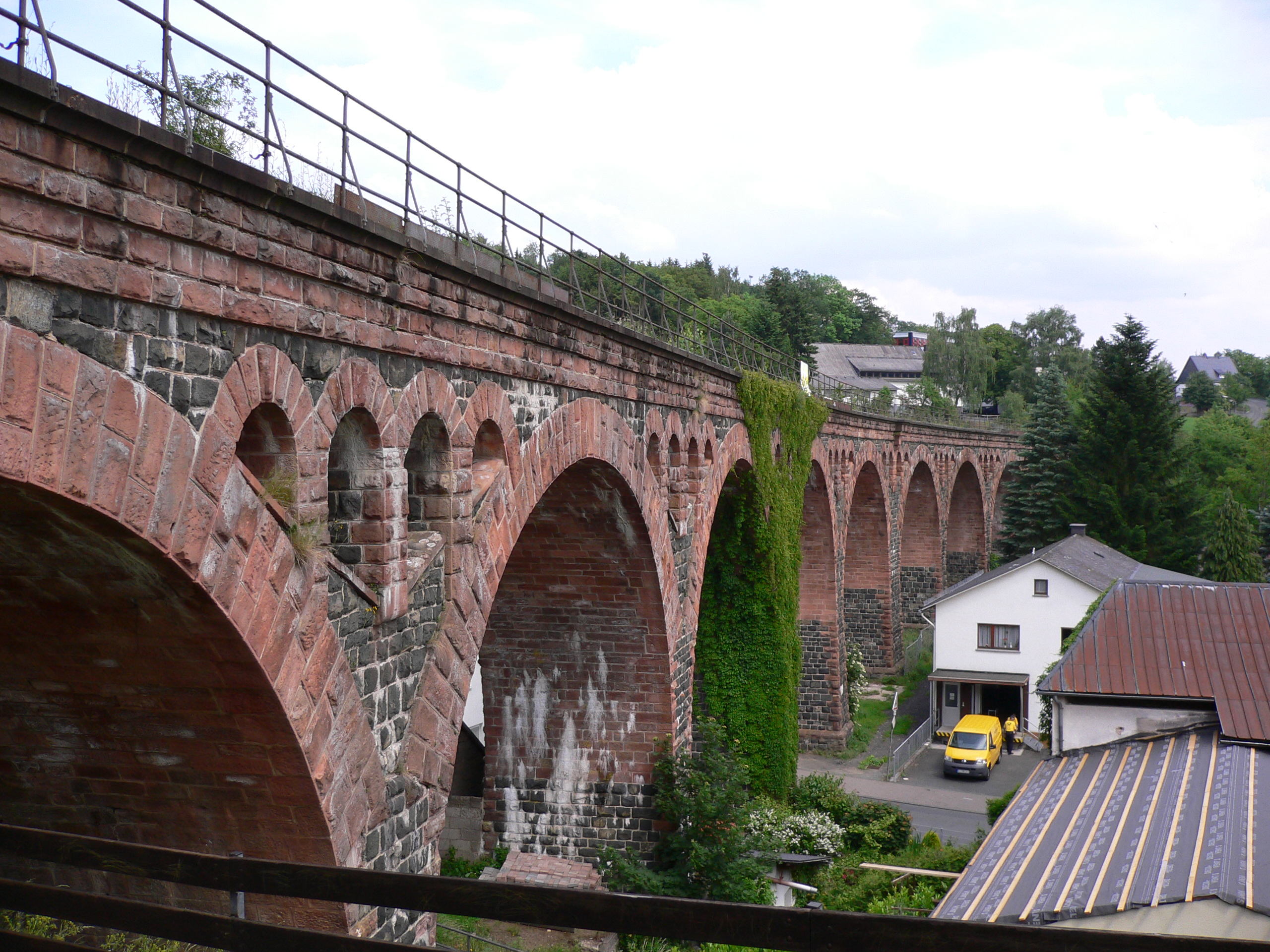
Viadukt der Aar-Salzböde-Bahn über das Schlierbachtal in Hartenrod

| • 1867: | Erwerbspersonen: 110 Landwirtschaft, 16 Gewerbe und Industrie, 12 Handel, 4 Verkehr, 49 persönliche Dienstleistungen, 1 Gesundheitspflege, 1 Erziehung und Unterricht, 1 Kirche und Gottesdienst, 3 Gemeindeverwaltung, 8 Personen ohne Berufsausübung. |
| • 1961: | Erwerbspersonen: 177 Land- und Forstwirtschaft, 600 produzierendes Gewerbe, 97 Handel und Verkehr, 96 Dienstleistungen und Sonstiges. |

## Politik

### Ortsbeirat
Für Hartenrod besteht ein Ortsbezirk (Gebiete der ehemaligen Gemeinde Hartenrod) mit Ortsbeirat und Ortsvorsteher nach der Hessischen Gemeindeordnung.
Der Ortsbeirat besteht aus fünf Mitgliedern. Bei den Kommunalwahlen in Hessen 2021 betrug die Wahlbeteiligung zum Ortsbeirat 37,54 %. Alle Kandidaten gehörten der „Gemeinschaftsliste Hartenrod“ an. Der Ortsbeirat wählte Hans-Jürgen Debus zum Ortsvorsteher.

### Wappen
Am 14. Mai 1956 genehmigte der Hessische Minister des Innern das Wappen mit folgender Beschreibung:
| Wappen von Hartenrod | Blasonierung: „In einem von einer aufsteigenden geschweiften goldenen Spitze geteilten roten Schild oben vorn und oben hinten je ein goldenes Ährenbündel und unten eine rote Pflugschar.“                                                                                              |
| Wappen von Hartenrod | Wappenbegründung: Die Ährenbündel stammen aus dem Wappen der Herren von Linne, die im Mittelalter im Dorf Besitz und Rechte hatten. Das dritte Bündel wurde durch eine Pflugschar als redendes Element ersetzt, die den Namensteil „-rod“ (für Roden oder gerodeten Wald) symbolisiert. |

## Sehenswürdigkeiten
- Viadukt von Hartenrod
- Evangelische Kirche

## Freizeitangebote
1953 wurde in Hartenrod der Verkehrs- und Verschönerungsverein gegründet und seit 1962 ist Hartenrod ein staatlich anerkannter Erholungsort mit verschiedenen attraktiven Freizeitangeboten u. a. eine Abfahrtspiste mit Skilift; im Sommer wird die Piste für Grasski genutzt.
- Wintersportgebiet (Skilift und Loipen) Ski Club Hartenrod
- Fußballverein (SV Rot-Weiss-Hartenrod)

## Persönlichkeiten
- Gerd Deutsch (Fußballprofi bei Darmstadt 98)